# Panicum alatum
Panicum alatum är en gräsart som beskrevs av Fernando Omar Zuloaga och Osvaldo Morrone. Panicum alatum ingår i släktet vipphirser, och familjen gräs. Inga underarter finns listade i Catalogue of Life.